# Guatteria sodiroi
Guatteria sodiroi este o specie de plante angiosperme din genul Guatteria, familia Annonaceae, descrisă de Friedrich Ludwig Diels. A fost clasificată de IUCN ca specie pe cale de dispariție (stare critică). Conform Catalogue of Life specia Guatteria sodiroi nu are subspecii cunoscute.